# Janusz Stefański
Janusz Maria Stefański (ur. 14 czerwca 1946 w Krakowie, zm. 4 listopada 2016 we Frankfurcie nad Menem) – polski perkusista jazzowy, kompozytor, pedagog.

## Życiorys
Studiował grę na perkusji i fortepianie w Wyższej Szkole Muzycznej w Krakowie. Obronił dyplom w 1972; koncert magisterski (podczas którego Stefański wykonał m.in. skomponowane przez Krystynę Moszumańską-Nazar „Etiudy na perkusję solo”) odbył się 19 listopada 1972 w krakowskiej Filharmonii. Jeszcze podczas nauki brał udział w koncertach krakowskiego Zespołu MW2 (m.in. na Warszawskiej Jesieni).
Pierwszym zespołem, z którym pojawił się na polskiej scenie, był kwartet Zbigniewa Seiferta, z którym brał udział w festiwalu Jazz nad Odrą w 1968 i 1969. Na Jazz nad Odrą w 1969 uzyskał wyróżnienie w kategorii solistów (zespół Seiferta zdobył I nagrodę w kategorii zespołów nowoczesnych).
W 1968 został członkiem Tomasz Stańko Quintet w składzie: Tomasz Stańko, Janusz Muniak, Zbigniew Seifert, Bronisław Suchanek, Janusz Stefański. W 1974 nagrał ze Stańką i Stu Martinem album Fish Face. W latach 70. nawiązał kontakty z muzykami niemieckimi, w wyniku czego pojawił się w składach Hans Koller Free Sound czy też w zespole Radio Jazz Group Stuttgart. W tym czasie współpracował też z przebywającym tam Zbigniewem Seifertem i jego Zbigniew Seifert Variouspheres. W Polsce jego działalność nie ograniczała się wtedy tylko do jazzu: dokonywał nagrań z Markiem Grechutą czy Czesławem Niemenem. W 1975 otrzymał stypendium i pogłębiał swoją wiedzę i umiejętności w bostońskim Berklee College of Music.
W Polsce nagrywał ze Studiem Jazzowym Polskiego Radia prowadzonym przez Jana „Ptaszyna” Wróblewskiego. Był też członkiem zespołu Zbigniewa Namysłowskiego (Zbigniew Namysłowski Quartet) i cenionego The Quartet, zespołu bez lidera, w którym grali tacy muzycy jak Tomasz Szukalski, Sławomir Kulpowicz i Paweł Jarzębski. Razem z nimi w 1980 Stefański występował w klubie Village Vanguard w Nowym Jorku.
W 1981 został perkusistą The Vienna Art Orchestra i zamieszkał w Königstein im Taunus w Niemczech, biorąc jednak udział w Jazz Jamboree 1981 oraz krakowskich Zaduszkach (jako członek austriackiej orkiestry).
Po wprowadzeniu w Polsce stanu wojennego w 1981 Stefański, wraz z rodziną (żoną i dwiema córkami) pozostał w Niemczech, gdzie występował i nagrywał z wieloma znanymi muzykami jak Carla Bley, Joachim Kühn, Albert Mangelsdorff, Charlie Mariano, Steve Swallow, John Tchicai, Jasper van ’t Hof, Miroslav Vitouš, Carlos Ward czy Władysław "Adzik" Sendecki (Vladislav Sendecki - Vladyslav Sendecki) i Leszek Żądło (Polish Jazz Ensamble). Był liderem zespołu Janusz M. Stefański JazzArt.
Zaliczany do czołówki europejskich perkusistów jazzowych, zapraszany na nagrania do wielu europejskich rozgłośni radiowych i stacji telewizyjnych (Polska, Czechy, Austria, Szwajcaria, Belgia, Dania). Ma na swoim koncie nagrania do ponad 70. albumów. Komponował też muzykę filmową (m.in. do kilku niemieckich filmów telewizyjnych).
Był członkiem kadry naukowej Wyższej Szkoły Muzycznej przy Uniwersytecie Johanna Gutenberga w Moguncji, gdzie od 1993 wykładał perkusję i teorię rytmu. W latach 2000−2003 był też wykładowcą Uniwersytetu Muzyki i Sztuki we Frankfurcie nad Menem.
W 2009 nadano mu honorowy tytuł profesora Uniwersytetu Johanna Gutenberga.
W 2009 został też członkiem „międzynarodowej” grupy International Jazz, w skład której wchodzili także: Jan Jarczyk z Montrealu, Andrzej Olejniczak z Bilbao i Dariusz Oleszkiewicz z Los Angeles. W latach 2009–2010 grupa koncertowała podczas tournée w Polsce, Francji, Kanadzie i Stanach Zjednoczonych.
Zmarł 4 listopada na raka płuc w szpitalu we Frankfurcie nad Menem.

## Dyskografia
| Nagrany  | Wydany | Album                   | Wykonawca – lider                              | Wytwórnia     |
| -------- | ------ | ----------------------- | ---------------------------------------------- | ------------- |
| 1970 (1) | 1970   | Music for K             | Tomasz Stańko Quintet                          | PN Muza       |
| 1971 (3) | 1971   | Reminiscence            | Mieczysław Kosz                                | PN Muza       |
| 1972 (5) | 1972   | Jazzmessage from Poland | Tomasz Stańko Quintet                          | JG Records    |
| 1973 (3) | 1973   | Purple Sun              | Tomasz Stańko Quintet                          | Calig Records |
| 1973 (8) | 1974   | Fish Face               | Tomasz Stańko                                  | Poljazz       |
| 1974 (1) | 1974   | Kunstkopfindianer       | Wolfgang Dauner, Zbigniew Seifert, Hans Koller | MPS Records   |
| 1974-78  | 1979   | We'll Remember Zbiggy   | Zbigniew Seifert                               | Mood Records  |
|          | 1980   | Elżbieta Adamiak        | Elżbieta Adamiak                               | PN Muza       |
|          | 2007   | Blues Forever           | Emil Mangelsdorff Quartet, The                 |               |
| 1969-70  | 2010   | Nora                    | Zbigniew Seifert Quartet                       | GAD Records   |